# Titan Maximum
Titan Maximum è una serie televisiva animata statunitense del 2009, creata da Tom Root e Matthew Senreich.
Spin-off della serie animata Robot Chicken, la serie, attraverso la tecnica dello stop-motion, parodia gli anime degli anni '80, in particolare quelli di genere mecha.
La serie è stata trasmessa per la prima volta negli Stati Uniti su Adult Swim dal 27 settembre al 22 novembre 2009, per un totale di 9 episodi ripartiti su una stagione.

## Trama
Nominati come i migliori ragazzi del sistema solare, i Titan Force Five difendevano una volta la capitale della luna di Saturno, Titano, armati di un Mecha. Tuttavia, a causa di diversi incidenti, il team si scioglie e i membri tornano sulla Terra a compiere dei lavori civili. Due anni dopo il loro vecchio compagno di squadra, Gibbs, ritorna e afferma di voler conquistare l'intero sistema solare con un esercito di mostri. Ora sono rimasti solo tre ragazzi, che dovranno riformare la squadra per fermare il cattivo. Loro sono Palmer, il suo fratello minore Willie (genio della meccanica) e Leon (la scimmia silenziosa).

## Episodi
| Stagione       | Episodi | Prima TV USA | Prima TV Italia |
| -------------- | ------- | ------------ | --------------- |
| Prima stagione | 9       | 2009         | inedita         |

## Personaggi e doppiatori

### Personaggi principali
- Comandante Palmer, doppiato da Breckin Meyer.
- Tenente Jodi Yanarella, doppiata da Rachael Leigh Cook.
- Sottotenente Sasha Caylo, doppiata da Eden Espinosa.
- Marinaio spaziale Willie Palme, doppiato da Dan Milano.
- Leon.
- Sottoufficiale capo "Spud" Cunningham, doppiato da Tom Root.

### Personaggi secondari
- Ammiraglio Chester Bitchface, doppiato da Billy Dee Williams.
- Dirigente Keith Caylo, doppiato da Dan Milano.
- Primo ministro marziano, doppiato da Seth Green.
- Mr. Hammerschmiddtt, doppiato da Hugh Davidson.
- Tiffany Hammershmiddtt.
- Nonna di Jodie, doppiata da Edie McClurg.
- Nonni di Palmer & Willie.
- Nonna di Gibbs.
- Nonni di Leon.
- Generale Mercurio, doppiato da Kurtwood Smith.
- Tenente Gibson "Gibbs" Giberstein, doppiato da Seth Green.
- Claire, doppiata da Adrianne Palicki.
- Troy Hammerschmiddtt, doppiato da Tahmoh Penikett.

## Produzione
Nel maggio 2009, Adult Swim ha annunciato di aver ordinato una nuova serie animata prodotta dal cast di Robot Chicken intitolata Titan Maximum, rivelando parte del cast e la data d'uscita prevista per settembre dello stesso anno. Il 23 luglio 2009, al San Diego Comic-Con International, la serie è stata presentata in anteprima con un teaser.

## Distribuzione

### Trasmissione internazionale
- 27 settembre 2009 negli Stati Uniti d'America su Adult Swim;
- 6 gennaio 2010 in Australia su The Comedy Channel;[4]
- 2010 nel Regno Unito su FX.[5]